# یواس‌اس سو (آی‌دی-۱۷۶۶)
یواس‌اس سو (آی‌دی-۱۷۶۶) (به انگلیسی: USS Sioux (ID-1766)) یک کشتی بود که طول آن ۲۶۱ فوت (۸۰ متر) بود. این کشتی در سال ۱۹۱۶ ساخته شد.